# Медаль «За оборону Кавказу»
Меда́ль «За оборо́ну Кавка́зу» — державна нагорода СРСР, заснована Указом Президії Верховної Ради СРСР від 1 травня 1944 року.
Медаль — перша нагорода СРСР за оборону регіону, а не за окреме місто.

## Положення про медаль
Медаллю «За оборону Кавказу» нагороджувалися війська Червоної армії, Військово-морського флоту та НКВС, а також цивільні особи, які безпосередньо захищали Кавказ. Військовослужбовцям та вільнонайманим частин, з'єднань і установ армії, флоту і НКВС медаль вручалася тільки за фактичну участь в обороні Кавказу не менше трьох місяців у період з липня 1942 по жовтень 1943 років.

## Опис медалі
Медаль «За оборону Кавказу» — кругла, виготовлена з латуні. На лицьовому боці зображено гору Ельбрус, біля її підніжжя — нафтові вежі та три танки, над горою — літаки. Зверху напис «За оборону Кавказа». Медаль облямована орнаментом з грон винограду та квітів. У верхній частині орнаменту — п'ятикутна зірка, у нижній — стрічка з написом «СССР». На зворотному боці — напис «За нашу Советскую Родину», серп і молот.

## Історія нагороди
У липні 1942 р. німецькі війська вийшли до Нижнього Дону, вони планували обійти Головний Кавказький хребет, захопити Новоросійськ, Туапсе, Грозний, Баку, Кутаїсі та Сухумі. Незважаючи на запеклий опір Червоної армії, ворог у серпні — вересні 1942 р. захопив Майкоп, Краснодар та Новоросійськ. В обороні Кавказу, що тривала до жовтня 1944 р., активну участь брали регулярні війська армії, кораблі Чорноморського флоту, сформовані з місцевого населення спеціальні гірськострілецькі загони. У тилу ворога діяло понад 140 партизанських загонів.
Плани гітлерівського командування щодо захоплення радянського Кавказу з подальшим вторгненням на Близький і Середній Схід були зірвані. Втративши понад 100 тис. солдатів і офіцерів, противник змушений був перейти до оборони.
Всього медаллю «За оборону Кавказу» було нагороджено близько 870 тис. осіб.